# Антиок (Калифорния)
А̀нтиок (на английски: Antioch) е град в окръг Контра Коста, в Района на Санфранциския залив, щата Калифорния, САЩ. Антиок е с население от 90 532 души. (2000) Антиок е с обща площ от 71,40 кв. км (27,60 кв. мили).

## Галерия
- Гледка на запад от гарата на Амтрак в Антиок.
- Табела на гарата на Амтрак в Антиок.
- Гледка на изток от гарата на Амтрак в Антиок.